# Іваніщевське
Івані́щевське (рос. Иванищевское) — присілок у складі Шадрінського району Курганської області, Росія. Входить до складу Ганинської сільської ради.
Населення — 225 осіб (2010, 270 у 2002).
Національний склад станом на 2002 рік: росіяни — 83 %.